# アブダラ・シマ
アブダラ・ディポ・シマ（Abdallah Dipo Sima、2001年6月17日 - ）は、セネガル・ダカール出身のサッカー選手。リーグ・アン・スタッド・ブレスト29所属。ポジションはフォワード。セネガル代表。

## クラブ経歴

### スラヴィア・プラハ
2020年7月23日、SKスラヴィア・プラハはシマとの契約合意を発表し、Bチームへの所属が決まった。Bチームで加入後6試合で4ゴールを挙げると、同年9月にトップチーム招集が掛かり、1.FCスロヴァーツコとのリーグ戦にてトップチームデビュー並びにプロデビューを果たした。

### ブライトン・アンド・ホーヴ・アルビオン
2021年8月31日、プレミアリーグのブライトン・アンド・ホーヴ・アルビオンFCに移籍し、4年契約を結んだことが発表された。また、2021-22シーズンはEFLチャンピオンシップのストーク・シティFCにローンで加入することも併せて発表されている。

#### ストーク・シティ
2021年8月31日、EFLチャンピオンシップのストーク・シティFCはローンでシマの加入を発表。しかし怪我によって公式戦4試合のみの出場に終わった。

#### アンジェSCO
2022年7月13日、アンジェSCOへのローン移籍が発表された。

## 代表経歴
2021年3月26日、SKスラヴィア・プラハでの活躍から、セネガル代表初招集を受け、この日のコンゴ共和国とのアフリカネイションズカップ2021予選にてフル代表デビューを飾った。

## エピソード
2021年1月2日、UEFAが発表した「2021年に注目すべき若手 50選」に選出された。また、チェコ1部リーグからはACスパルタ・プラハのラディスラフ・クレイチーも選ばれている。

## 個人成績
2021年4月13日現在
| クラブ             | シーズン        | リーグ戦        | リーグ戦 | リーグ戦 | カップ戦 | カップ戦 | UEFA | UEFA | その他 | その他 | 合計 | 合計 |
| クラブ             | シーズン        | ディヴィジョン  | 試合     | 得点     | 試合     | 得点     | 試合 | 得点 | 試合   | 得点   | 試合 | 得点 |
| ------------------ | --------------- | --------------- | -------- | -------- | -------- | -------- | ---- | ---- | ------ | ------ | ---- | ---- |
| スラヴィア・プラハ | 2020-21シーズン | チェコ1部リーグ | 18       | 11       | 0        | 0        | 10   | 4    | -      | -      | 27   | 15   |